# 北部ケンタッキー交通局
北部ケンタッキー交通局（ほくぶケンタッキーこうつうきょく、Transit Authority of Northern Kentucky、TANK）は、オハイオ州シンシナティの郊外のうち、ケンタッキー州側に帰属するケントン郡、ブーン郡、キャンベル郡の公共交通を担う組織。TANKは、1973年に、それまでこの地域で公共交通を担っていた民営のグリーンライン・バス(Greenline Bus Company)が休業し、関係3郡の有権者が公的資金を投入した交通システムの設立に賛成した結果、設立された。
現在、TANKは、100台の定期運行用のバスと、25台の需要対応用の車両を運行している。
TANKが運行される地域は、北部ケンタッキーの3郡が基本であるが、その運行ルートは3郡の各地と、シンシナティ中心部をも結ぶようになっている。ただし、TANKのルートは、シンシナティ中心部から先のオハイオ側には伸びていないので、ケンタッキー側からバスに乗ってシンシナティ中心部以遠に進みたい乗客は、南西部オハイオ地方交通局(Southwest Ohio Regional Transit Authority)（通称 Metro）のバスに乗り継がなければならない。この2つの交通網は別個のものであるが、TANK と Metro は両者の間の乗り換えが簡単になるように配慮しており、また共通のパス券も販売している。

## 料金体系
2008年11月1日から、TANKの運賃は普通バスが1.50ドル、路線番号に「X」が付された急行バスが1.75ドルとなった。ただし、幼稚園児から第12学年（日本の高校3年に相当）までの生徒が学校の授業期間中に乗る場合は1.00ドルを払うだけでよい。TANKは何度でも乗り放題のパス券も発行しており、1ヶ月券が普通バス用で53.00ドル、急行バス用で62.00ドル、METROのゾーン1とTANK の両方で使える共通パス券だと、1ヶ月券が普通バス用で105.00ドル、急行バス用で115.00ドルである。TANKの10回分の回数券は普通バス用が13.50ドル、急行バス用が15.75ドルである。2010年夏以降、料金体系やパス券の見直しが進められ、以前は月ごとのパス券だったものが、最初の使用日から連続30日となった。また、1日パスなど新たなパス券の種類も導入されている。料金体系については、ネット上で詳細が公開されている。

## サウスバンク・シャトル
2010年11月13日に、新たなサービスとして、サウスバンク・シャトル(Southbank Shuttle)の運行が始まった。これはケンタッキー州側のニューポートとコビントンの間を、オハイオ州側のシンシナティ中心部を経路として結ぶ循環路線で、運行には、かつての路面電車をイメージしたデザインのやや小型の車両が用いられている。運賃は1.00ドルと低めに設定されており、パス券などの料金設定も普通バスとは異なっている。このシャトルバスは、野球（MLB、シンシナティ・レッズ）やアメリカンフットボール（NFL、シンシナティ・ベンガルズ）の試合がシンシナティである日には、1日パス券料金が安く設定され、運行本数も増強されるなど、シンシナティ中心部への自家用車の流入を抑制するための方策としての側面ももっている。